# Hildrizhausen
Hildrizhausen är en kommun och ort i Landkreis Böblingen i regionen Stuttgart i Regierungsbezirk Stuttgart i förbundslandet Baden-Württemberg i Tyskland.
Kommunen ingår tillsammans med kommunerna Altdorf och Holzgerlingen  i kommunalförbundet Holzgerlingen.